# カバディ

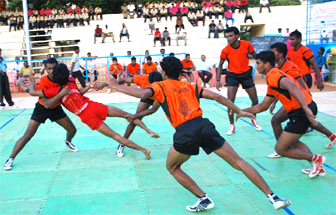
カバディ

カバディ（英: Kabaddi、ヒンディー語: कबड्डी）は、南アジアで主に行われるチームスポーツ。

## 概要
インドから発祥した国技であり、その源流はマハーバーラタに遡るといわれ、古代に起源すると考えられている。最も大きな特徴として、競技中に攻撃者は「カバディ、カバディ、カバディ……」と発声し続けなければならないというルールがある。
日本では競技人口は少ないながらも、試合中に「カバディ、カバディ、カバディ…」と発声する場面があるスポーツとして知られる。

## ルール
1チーム10 - 12名で、各チーム7名がコートに入り2チームで争う。男子は13m×10m、女性は11m×8mのコートを、長辺の側の中間地点で二分し、両サイドにチームごと分かれて入る。試合時間は、男子は前後半それぞれ20分ハーフで休憩をはさみ5分、女子は15分ハーフで休憩は5分である。守備と攻撃を順番に繰り返し、点数の多い方が勝利となる。
公式試合では基本的に体重制限がある。ただし、体重制限を設けない試合もある。
攻撃側
攻撃側のチームは、自分たちのチームからレイダーと呼ばれる攻撃者を1名選び、レイダーが守備側のコートに入る。 守備側の7名はアンティと呼ばれる。 レイダーが「カバディ、カバディ……」と発声し続けながら（この発声を「キャント」と呼ぶ）、守備側のチームのアンティにタッチ（「ストラグル」と言い、ポイントを保持している状態）して、素早く自分のコートに戻ってこられればタッチした人数分の点数が入る。 なお、レイダーは一息分でキャントしている間しか攻撃できない。
守備側
守備側は、点数が入るのを阻止するためにレイダーの四肢・胴体をつかまえたり（「キャッチング」と呼ぶ）して、レイダーが自陣に戻るのを防げれば1点が守備側に入る。守備側のタッチされた選手及びキャッチングされた攻撃側の選手はアウトとなり、味方が得点するまでコート外で待機しなくてはならない。
味方の得点によるコート内への復活
味方が得点した際、シッティングブロックで待機中の選手はコートに復活できる。復活出来る人数は1得点につき1人となる。但し、ボーナスポイントによる復活は無い。
ローナ
片方のチームの選手が、全てアウトになった状態をローナという。その際は、もう片方のチームに2点を与えて全員がコート内に復活できる。
Do or Die Raid
得点しない攻撃（Empty Raid）が3回続くと、3回目に攻撃に行った選手は強制的にアウトになり、相手の得点になるルール。3回目に攻撃に行く選手は、得点しなければアウトとなるため、やるかやられるかの勝負をしなければならない。終盤に点差が開き、勝っているチームが時間稼ぎで攻撃しないのを防ぐのと、膠着した試合でロースコアの物足りない展開になるのを防ぐため、プロカバディで用いられてきた。
近年は国際大会でも使われるようになっており、それに合わせ2017年の第11回東日本カバディ選手権大会以降は国内大会でも使われている。

## アジア競技大会

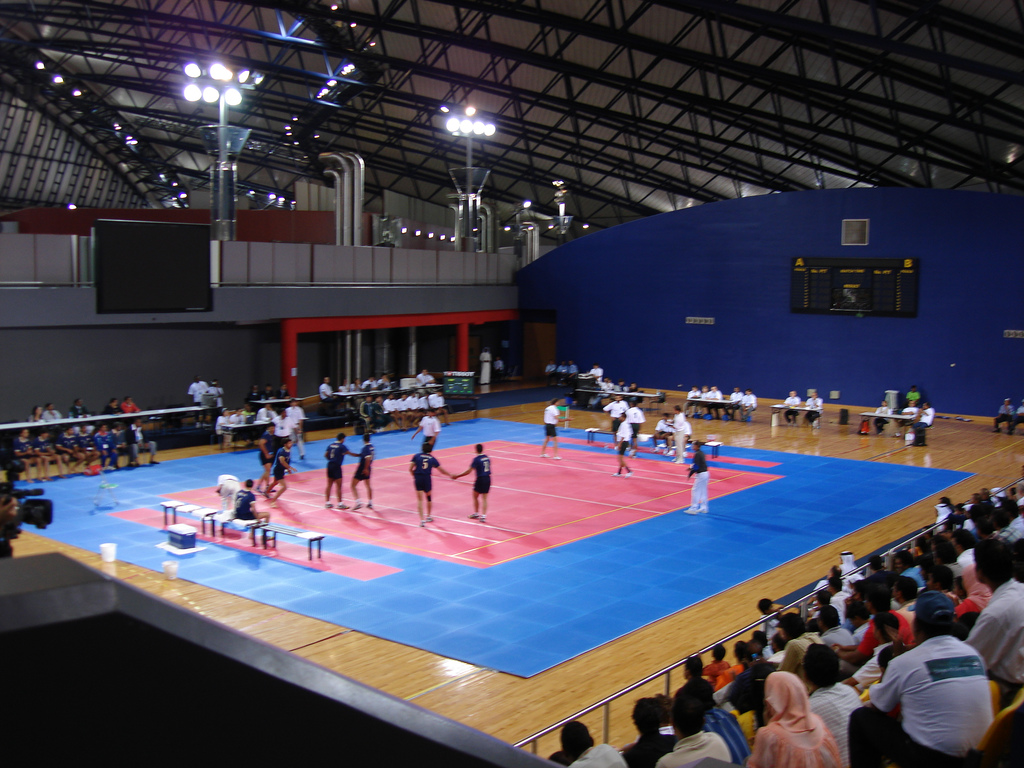
2006年アジア競技大会での様子

- アジア競技大会において、1990年北京大会より正式種目となっている。日本でカバディが注目され始めたのはこの大会のころである。
- 日本代表は、2010年アジア競技大会にて初のメダルとなる銅メダルを獲得した。

## カバディを題材にした作品

### 漫画
- 灼熱カバディ - 武蔵野創 (マンガワン、小学館)
- カバディ7 ｰ 小野寺浩二 (コミックフラッパー 、メディアファクトリー)
- ちおちゃんの通学路 - 川崎直孝　カバディを扱った回がある。
- ウワガキ - 八十八良　カバディを扱った回がある。
- ニーチェ先生〜コンビニに、さとり世代の新人が舞い降りた〜 - 松駒×ハシモト 語り部役である著者のバイト仲間がインド留学中に嗜んだと語っている。
- 銀魂 - 空知英秋　登場人物の1人である山崎退はバドミントンとカバディが趣味である。

### 映画
- カバディーン!!!!!!! 嗚呼・花吹雪高校篇 - 小原剛（ユナイテッドエンタテインメント）
- カバディーン!!!!!!! 激突・怒黒高校篇 - アベユーイチ（ユナイテッドエンタテインメント）
- カバディ!カバディ! - 泊誠也（オフィスエイト）

### ゲーム
ヘブンバーンズレッド - 主人公がカバディに興じる交流イベントがある。

### 歌
- 大平峻也「FIRE BIRD」MV